# اضافه‌کار

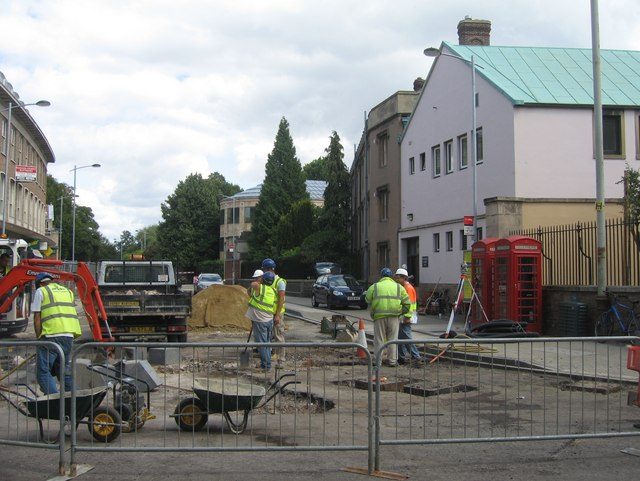
کارگران انگلیسی مشغول عملیات عمرانی در ساعات کاری اضافی

اضافه‌کار (انگلیسی: overtime) به مقدار زمان کاری گفته می‌شود که شخص علاوه بر ساعات عادی کار خود، انجام دهد. ساعات عادی کار را می‌توان به روش‌های مختلفی تعیین کرد:
- بر اساس عرف جامعه (آنچه که از نظر جامعه معقول باشد یا زیان‌آور تلقی نگردد)
- بر اساس عرف یک حرفه یا یک کسب و کار خاص
- بر اساس قانون
- بر اساس توافق صورت گرفته میان کارگران با کارفرمایان یا نمایندگان آنها

در بیشتر کشورها قوانینی برای کار در نظر گرفته شده‌است که براساس آن‌ها کارفرمایان نمی‌توانند کارگران را مجبور به اضافه‌کاری بیش از حد کنند. این قوانین ممکن است لزوماً از منظر حقوق انسانی طراحی نشده باشند، بلکه ممکن است برای منافع دیگری تعیین شده باشند، مانند حفظ سلامتی کارگران برای افزایش بهره‌وری اقتصادی یا افزایش سطح کلی اشتغال در اقتصاد کشور. عموماً برای تنظیم ساعات کار عادی و ساعات اضافه‌کار، از طریق وضع قوانین کارفرمایان را به پرداخت نرخ دستمزد بالاتر برای ساعات اضافه‌کاری ملزم می‌کنند. در برخی از موارد حتی اگر الزام قانونی وجود نداشته باشد، بعضی از کارفرمایان نرخ بالاتری را برای اضافه‌کاری کارکنان خود در نظر می‌گیرند به ویژه در شرایطی که نیروی کار تمایلی به کار کردن با نرخهای معمول ندارد. نرخهای دستمزد اضافه‌کاری به نسبت نرخ دستمزد ساعات عادی ممکن است کارکنان را به کار بیشتر و در زمان طولانی‌تر تشویق نماید. همچنین قوانین و دیدگاه‌ها نسبت به اضافه‌کاری و ساعات کار عادی در میان کشورهای مختلف و حتی میان بخش‌های مختلف اقتصادی ممکن است متفاوت باشد. 
در مجموع از آنجا که کار در تحلیل‌های اقتصادی ماهیت منفی دارد، برای ساعات اضافه‌کاری دستمزد بالاتری در نظر گرفته می‌شود. 

## ریشه تاریخی اضافه کاری
برای حفظ شأن و منزلت کارمندان دولتی و تأمین معیشت و جلوگیری از ورود ایشان به کارهای فرودست جامعه از قبیل دست‌فروشی  و دلالی و ... مقرر شده بود که کارمندان پس از اتمام ساعات کاری روزانه در همان سمت به کار مازاد بر وظایف  روزانه مشغول شوند و حقوقی به اندازه‌ی  معین شده  به آنان پرداخت شود. البته هدف اصلی آن بود که کمک هزینه به طرز آبرومندانه به ایشان پرداخت شود که اکنون متأسفانه به اهرمی برای فشار به قشر کارمند و کارگر برای بهره‌کشی بیشتر تبدیل شده است.